# Gölcükspor
Gölcükspor ist ein türkischer Fußballverein aus der Kreishauptstadt Gölcük aus dem gleichnamigen Landkreis in der Provinz Kocaeli. Ihre Heimspiele tragen die Rot-Schwarzen im Gölcük Şehir Stadium aus.

## Geschichte
Der Verein wurde 1984 in der Kreishauptstadt Gölcük aus dem gleichnamigen Landkreis in der Provinz Kocaeli durch den Zusammenschluss der beiden Amateurvereine Gölcükspor und Dumlupınar Gençlik unter dem Namen Gölcükgücü gegründet. 
Unmittelbar nach der Vereinsgründung nahm der Verein zur Saison 1984/85 an der damals dritthöchsten türkischen Spielklasse, der heutigem TFF 2. Lig, teil. Hier feierte man auf Anhieb die Meisterschaft und stieg bereits in der zweiten Saison in die zweithöchste türkische Spielklasse, die heutige TFF 1. Lig, auf. Bereits nach einer Saison stieg man als Tabellenletzter wieder in die TFF 2. Lig ab. Zum Saisonende 1993/94 stieg der Verein in die regionale Amateurliga ab.
Nach achtjähriger Abstinenz von türkischen Profifußball stieg der Verein zum Sommer 2002 in die niedrigste türkische Profiliga, in die viertklassige TFF 3. Lig, auf und ist seither ständiges Mitglied dieser Liga.

## Ligazugehörigkeit
- 2. Liga: 1985–1986
- 3. Liga: 1984–1985, 1985–1999
- 4. Liga: seit 2002
- Amateurliga: 1999–2002

## Ehemalige bekannte Spieler
- Adem Dursun
- Halil İbrahim Kara
- Emre Okur